# Jennings (Louisiana)
Jennings település az Amerikai Egyesült Államok Louisiana államában, Jefferson Davis megyében, melynek megyeszékhelye is. Lakosainak száma 9837 fő (2020. április 1.).

## Népesség
A település népességének változása:

| 2010 | 10 383 |
| 2020 | 9 837  |